# Фэрем (район)
Фэ́рем (англ. Fareham /ˈfɛərəm/) — неметрополитенский район (англ. non-metropolitan district) со статусом боро в графстве Гэмпшир (Англия). Административный центр — город Фэрем.

## География
Район расположен в южной части графства Гэмпшир вдоль побережья пролива Те-Солент между городами Портсмут и Саутгемптон.

## Состав
В состав района входит один город:
- Фэрем